# Kållands-Åsaka distrikt
Kållands-Åsaka distrikt är ett distrikt i Lidköpings kommun och Västra Götalands län. 
Distriktet ligger sydväst om Lidköping. 

## Tidigare administrativ tillhörighet
Distriktet inrättades 2016 och utgörs av en del av området som Lidköpings stad omfattade fram till 1971, delen som före 1969 utgjorde Kållands-Åsaka socken.
Området motsvarar den omfattning Kållands-Åsaka församling hade 1999/2000.